# Grisebachia ciliaris
Grisebachia ciliaris là một loài thực vật có hoa trong họ Thạch nam. Loài này được (L.f.) Klotzsch mô tả khoa học đầu tiên năm 1838.